# Poble-sec
Poble-sec (en français: Village sec) est un quartier du district Sants-Montjuïc à Barcelone.  Le quartier a quelque 70 hectares d'extension et se trouve entre la montagne de Montjuïc et l'Avenue du Parallèle.

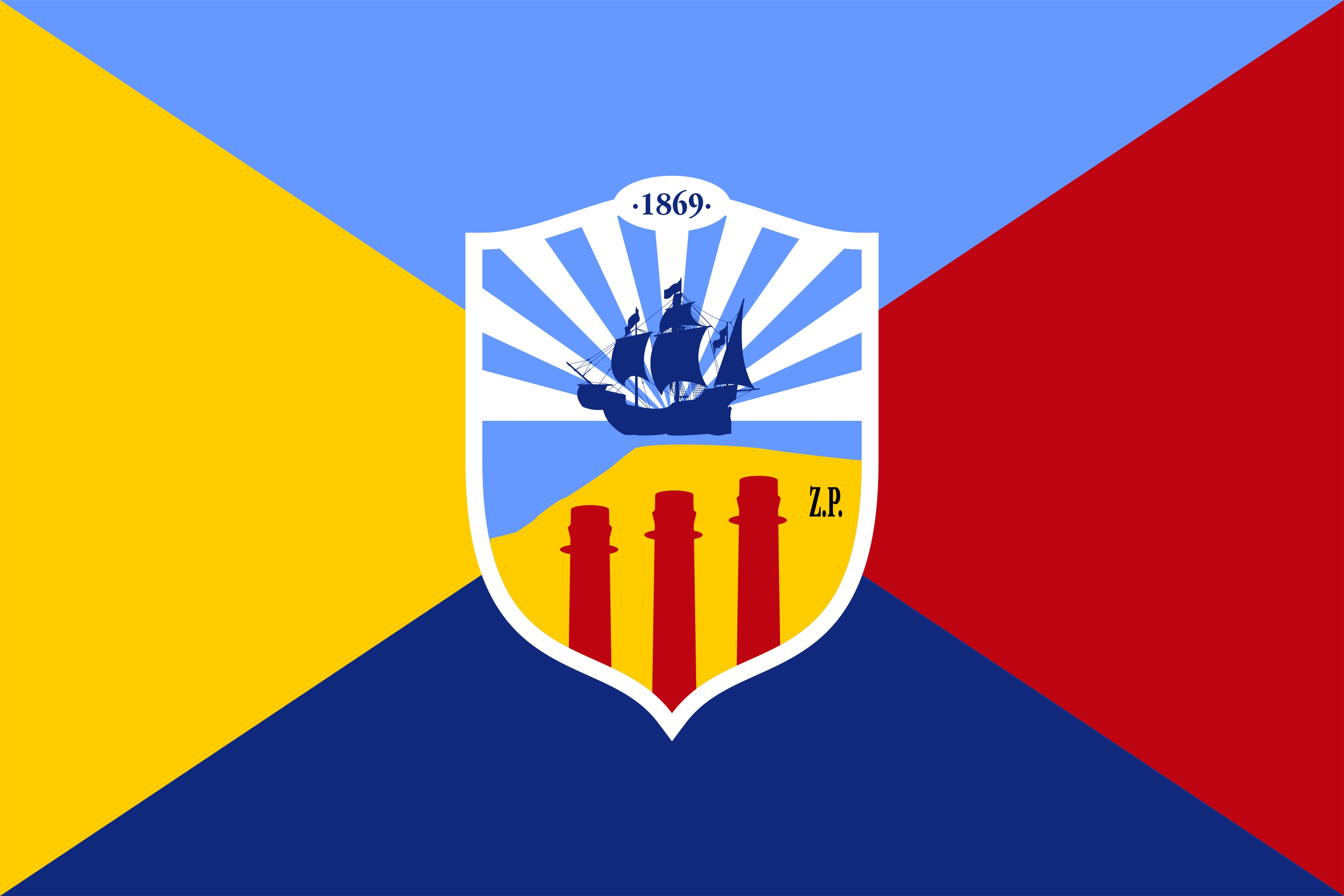
Drapeau de Poble-sec - Auteur: Jordi Lladó

## Personnalités liées à Poble-sec
- Joan Manuel Serrat, auteur-compositeur-interprète
- Jaume Sisa, auteur-compositeur-interprète
- Julia Otero, journaliste
- Francisco González Ledesma, écrivain
- Irene Polo, journaliste